# جائزة إيغ نوبل

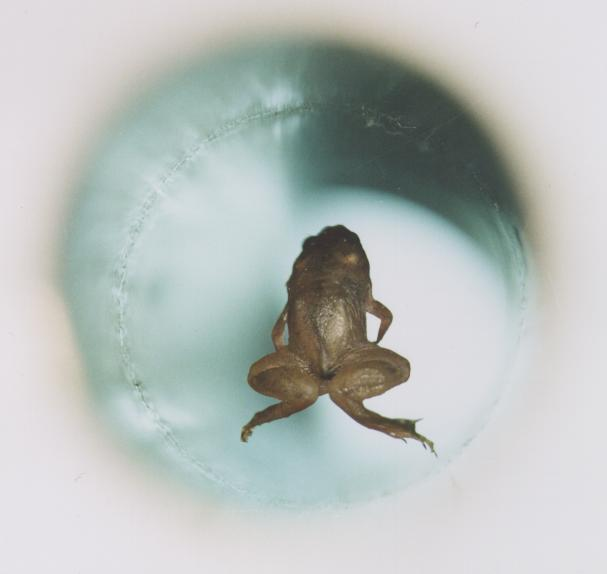
ضفدع مرفوع مغناطيسياً، التجربة التي حصل بسببها أندريه غييم من جامعة نايميخن، والسير مايكل بيري من جامعة بريستول على جائزة الإيج نوبل في الفيزياء عام 2000. فاز أندريه غييم بجائزة نوبل للفيزياء عام 2010 مناصفةً مع كونستانتين نوفوسيلوف وذلك لتجاربهما الرائدة في مادة الغرافين.

جائزة إيغ نوبل أو جائزة نوبل للجهلاء أو جائزة نوبل للحماقة أو جائزة نوبل للحماقة العلمية هي جائزة تمنح كل عام في أجواء مضحكة وكوميدية للأبحاث العلمية اعتماداً على معيار «تجعل الناس يضحكون ثم تجعلهم يفكرون». وفي العادة يتم تصنيف الأبحاث الفائزة بأنها عديمة جدوى وسخيفة وغير محتملة، إلا أنه في بعض الأحيان ينتج عن الأبحاث الفائزة علم نافع.
تغطي الجوائز عشرة مجالات مختلفة، ويتم منحها للفائزين في مراسم احتفالية شبيهة بجائزة نوبل الأصلية، في قاعة احتفال مهيبة بمسرح هارفرد ساندرس، ويشهد هذا الاحتفال العجيب حوالي 1200 مدعو، كما تتم إذاعته على الهواء مباشرة على الإنترنت، بالإضافة لوسائل البث الاعتيادية كالإذاعة والتلفاز، ويرأس لجنة الجوائز الدولية البروفسور أبراهامز عالم الرياضيّات السابق وعالم الكومبيوتر و رئيس تحرير مجلة سجلات الأبحاث المستبعدة (غير المحتملة) التي تمنح الجوائز كل عام في نفس توقيت جائزة نوبل العالمية الأصلية، وتصدر عن جامعة كامبردج البريطانية.
يتراوح ترتيب البحوث الفائزة بالجوائز من الأسوأ إلى الأكثر سوءاً وتقدم الجوائز للأبحاث الفاشلة الخالية من الهدف الواضح وعديمة المعنى والمفهوم، في معظم المجالات التي تغطيها جوائز نوبل الأصلية كالجوائز العلمية التي تشمل علوم الأحياء والاتصالات والطب، كما تقدم جوائز في الأدب والاقتصاد والسلام.
في عام 2010، أصبح أندريه غييم أول شخص يفوز بكل من جائزة نوبل وجائزة إيج نوبل.

## بعض الأمثلة للجوائز التي حصل عليها بعض العلماء في مجالات الجائزة

### في علم الأحياء
ذهبت الجائزة الأولى لبحث يدرس تأثير طعم (العلكة) على أمواج المخ، وذهبت جائزة أخرى إلى عالمتين من النرويج لدراسة قدموها عن تأثير الثّوم والبيرة والقشدة الحامضة على شهية الديدان الطّفيلية.

### في الطب
ذهبت الجائزة الأولى لبحث يدرس تأثير صوت المصعد على الجهاز المناعي للإنسان.

### في علم الأرصاد الجوية
منحت الجائزة الأولى لبحث يدعو لاعتماد صوت الدجاج كمقياس لسرعة الإعصار.

### في الأدب
ذهبت إحدى الجوائز في الأدب إلى المحررين بمجلة «النص الاجتماعي» لموافقتهم على نشر بحث بلا معنى ولم يفهمه أحد والذي ادعى مؤلفه أن الواقع ليس موجودًا وظهر عنوان البحث بالشكل التالي: (الورق كان ينتهك الحدود: نحو تحول هيرمينيتاكيسي لخطورة الكم).

## جوائز مماثلة
- جائزة التوتة الذهبية